# Hans Pludra
Hans Pludra war ein deutscher Turner. Er turnte zunächst in Brandenburg für den TV 1861 Forst, später für den Turnverein Villingen sowie für die deutsche Nationalmannschaft.

## Erfolge
- Beim Stettiner Kunstturnen am 3. Dezember 1933 gewann er den Siebenkampf.[2]
- Bei den brandenburgischen Meisterschaften am 7. und 8. November 1936 in der Zentralturnhalle Prinzenstraße sowie im Ufa-Palast am Zoo zu Berlin wurde er Meister vor Hanns Mock und Heinz Thölke.[3]
- Am 6. Dezember 1936 gewann er das 12. Stettiner Kunstturnen vor Hanns Mock.[4]
- Am 26. März 1937 turnte er beim Turnländerkampf in der Hamburger Hanseatenhalle vor 15.000 Zuschauern gegen Finnland.[5][6]
- Bei den deutschen Turnmeisterschaften 1938 in Karlsruhe wurde er Siebter.[7]